# Савкина, Ольга Петровна
Ольга Петровна Савкина (девичья фамилия — Герасименко; азерб. Olqa Petrovna Savkina; 18 сентября 1925, Баку — 28 апреля 2000, Рязань) — советский азербайджанский нефтяник, Герой Социалистического Труда (1960). Заслуженный наставник молодежи Азербайджанской ССР (1980), лауреат почетного знака ЦК ВЛКСМ (1976).

## Биография
Родилась 18 сентября 1925 года в городе Баку, столице Азербайджанской ССР.
Окончила Бакинский нефтяной техникум (1948).
С 1942 года — нарядчица, токарь машиностроительного завода «Бакинский рабочий». С 1948 года — помощник оператора, с 1949 года — оператор, с 1951 года — старший оператор Бакинского завода № 435. С 1953 года — старший оператор газофракционирующей установки № 24, с 1966 года — сменный мастер цеха № 2, с 1971 года — начальник установки № 34, в 1979—1988 годах — инженер по контролю качества отдела качества технологического цеха № 3. Ольга Савкина проявила себя на работе опытным специалистом, умелым рабочим, хорошим агитатором. За все время работы Савкина ни разу не опаздывала на вахту, усердно работала, агитировала молодежь на работу на заводе. Автор более 50 рационализаторских предложений.
Указом Президиума Верховного Совета СССР от 7 марта 1960 года, в ознаменование 50-летия Международного женского дня, за выдающиеся достижения в труде и особо плодотворную общественную деятельность, Савкиной Ольге Петровне присвоено звание Героя Социалистического Труда с вручением ордена Ленина и золотой медали «Серп и Молот».
Активно участвовала в общественной жизни Азербайджана. Член КПСС с 1957 года. Делегат XXV съезда КП Азербайджана, где избрана членом ЦК. Избиралась депутатом Бакинского городского Совета депутатов трудящихся 7-го и 8-го созывов.
С июня 1988 года — пенсионер союзного значения, позже переехала в Россию.
Скончалась 28 апреля 2000 года в городе Рязань.